# Phonk
Il phonk è un sottogenere musicale dell'hip hop e della trap direttamente ispirato dal Memphis rap degli anni 1990. Principalmente presente sulla piattaforma SoundCloud, la musica è caratterizzata da campioni nostalgici di funk e jazz, suoni di sintetizzatore e l'utilizzo di tecniche come il chopped and screwed, spesso accompagnati da vocali di Memphis rap.

## Storia
Il phonk prese ispirazione dalle radici trap negli Stati Uniti meridionali a metà degli anni novanta. Artisti o gruppi musicali come DJ Screw, X-Raided, Phonk Beta, DJ Squeeky e il collettivo Three 6 Mafia tutti contribuirono a gettare le basi per l'emergere del genere molti anni dopo, con il chopped and screwed di Houston visto come il precursore del genere. Sebbene il phonk si sia placato alla fine degli anni 2000, il genere vide una rinascita nei primi degli anni 2010. Una versione più oscura della musica trap degli anni novanta è emersa da produttori chiave come SpaceGhostPurrp, DJ Smokey e Mr. Sisco.
La parola "phonk" è stata resa popolare da SpaceGhostPurrp, che pubblicò brani come Pheel Tha Phonk, Bringin 'Tha Phonk e Keep Bringin' Tha Phonk. Anche i canali YouTube, come TRILLPHONK,ez Emotional Tokyo, Ryan Celsius e rare, hanno contribuito a rendere popolare il genere. I produttori di phonk continuarono a spingere questo suono nell'underground, prima che il genere prendesse un vero slancio durante la metà degli anni 2010.
Entro la fine del 2017 il phonk si evolse per diventare più contemporaneo, allontanandosi dal "suono grintoso, oscuro, orientato a Memphis" e includendo voci più moderne, portando alla luce più jazz e hip hop classico. Tra il 2016 e il 2018, il phonk era tra i generi più ascoltati su SoundCloud, con l'hashtag #phonk tra i più di tendenza sulla piattaforma ogni anno. Durante il 2022-2023 sbarca anche su Spotify, specialmente con il drift phonk e la house phonk, sottogeneri che molto si allontanano dal genere originale, abbracciando un suono molto più elettronico. Più recentemente, si sono fatti strada stili di Phonk che adoperano il tipico ritmo brasiliano/portoghese, dando vita a quello da molti chiamato "Brazilian Phonk/Funk"

## Caratteristiche
Una peculiarità del phonk è il fatto che non sia ancorato a una scena regionale: questo è legato alla natura di SoundCloud stesso come piattaforma online, che mette in evidenza sottogeneri derivati dall'hip hop. Infatti, l'artista phonk Lowpocus dichiarò in un'intervista del 2017: "Ciò che è affascinante del phonk è che questi artisti provengono da tutto il mondo: puoi trovare produttori di phonk in Canada, negli Stati Uniti, in Francia e persino in Russia!"
Molti brani phonk sono parodie di altri brani più popolari, come ad esempio brani classici (ad esempio Fur Elise di Beethoven) ma anche brani hip-hop (ad esempio Miss You di Oliver Tree).
Altri artisti associati al phonk includono DJ Smokey, Soudiere, Mythic, Backwhen, DJ Yung Vamp, NxxxxxS e SwuM. Anche in Italia vi è una realtà phonk (principalmente su SoundCloud, ma anche su Bandcamp e Spotify), con produttori come Effe Elle, Flatpearl, Tre Flip, Dvltem, Triplo5.

## Sottogeneri
Il drift phonk, un sottogenere del phonk, è emerso alla fine degli anni 2010 in Russia. È caratterizzato dall'uso di bassi intensi, campanacci e suoni distorti, che rendono spesso irriconoscibili i testi dei campioni. Il drift phonk usa spesso clip di drifting e gare illegali su strade aperte al pubblico, rendendo il genere popolare nella cultura automobilistica. Il drift phonk ha rapidamente guadagnato terreno attraverso l'app TikTok. I produttori di spicco includono Kordhell, Kaito Shoma, Pharmacist, LXST CXNTURY.
Shadowraze è stato il primo artista del suddetto genere a raggiungere la vetta della Russia Songs di Billboard nella pubblicazione del 19 marzo 2022, conseguendo tale risultato con Showdown (2022); inoltre, nella stessa pubblicazione, tre dei primi quattro brani più consumati a livello nazionale appartengono a lui stesso.